# Spaans Neerbeek

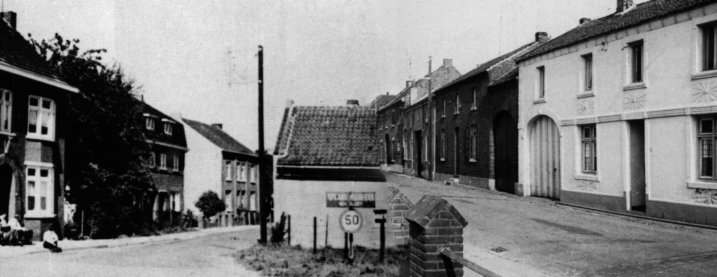
Spaans Neerbeek in 1965 (1)

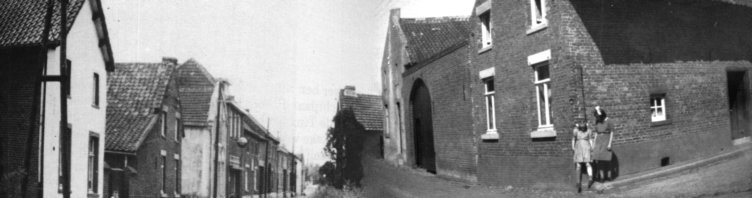
Spaans Neerbeek in 1965 (2)

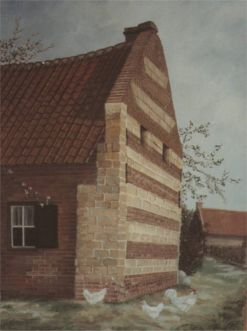
Het huis Pinxt-Thijssen uit het midden 17e eeuw, een der oudste huizen van Geleen, moest ook verdwijnen

Spaans Neerbeek (Limburgs: Sjpaans Neerbaek) is een voormalig gehucht toebehorend aan de voormalige gemeente Geleen, in het zuiden van de Nederlandse provincie Limburg. Het was een agrarische gemeenschap gelegen aan de Keutelbeek, een zijriviertje van de Geleenbeek, en aan de hoofdverbindingsweg tussen de plaatsen Beek en (Oud-)Geleen. Het plaatsje is in de jaren 1960 nagenoeg geheel afgebroken om plaats te maken voor de nieuwbouwwijk Geleen-Zuid.

## Geschiedenis
In vroege tijden was ook de naam Dael-Neerbeek gangbaar. 'Dael' had in deze de betekenis van verder stroomafwaarts gelegen, dit als tegenhanger van het stroomopwaarts gelegen andere deel van het gehucht Neerbeek dat deel uitmaakt van de gemeente Beek. De toevoeging 'Spaans' is ontstaan in de Tachtigjarige Oorlog toen in 1661 het gehucht, tot dan toe één dorp zijnde, gescheiden werd in een deel dat lange tijd in handen was van de Spaanse overheersers, terwijl het andere deel in handen was van de Staatse troepen. De vroegere bevolking bestond nagegenoeg geheel uit boeren en kleine ambachtslieden.
In de jaren 30 van de twintigste eeuw is Spaans Neerbeek afgesneden van het Beekse deel van Neerbeek door de aanleg van het Mijnspoor Staatsmijn Maurits - Staatsmijn Hendrik, dat de kolenmijnen in de Oostelijke Mijnstreek verbond met de binnenhaven Stein en het expeditieterrein van de Staatsmijn Maurits. Daarna is meteen ten zuiden van deze spoorlijn bovendien Rijksweg 76 tussen Geleen en Heerlen aangelegd. De verbinding met Neerbeek bestond nog slechts uit een brug over beide objecten. De mijnspoorweg is na de sluiting van de Staatsmijn Maurits en Staatsmijn Emma verdwenen. In 1966 is Spaans-Neerbeek nagenoeg geheel afgebroken waarmee de tot dan toe hechte gemeenschap die er generaties lang woonde was gedoemd te verdwijnen. Een aantal fraaie huizen, hoeven en vakwerkhuizen werden volledig van de kaart geveegd om plaats te maken voor een nieuwe wijk voor het expansief groeiende Geleen. Wat er restte van het gehucht ging volledig op in de wijk Geleen-Zuid. Slechts één straat, Spaans Neerbeek genaamd en gelegen op de plaats waar vroeger de Dorpstraat lag, herinnert nog aan het vroegere gehucht.